# Damaki-patak
A Damaki-patak Damak településen, Borsod-Abaúj-Zemplén vármegyében, mintegy 180 méteres tengerszint feletti magasságban ered. A patak forrásától kezdve délnyugati irányban halad, majd Finkénél éri el a Bódva folyót.

## Part menti települések
- Damak
- Edelény
- Finke